# Boglösa socken
Boglösa socken i Uppland ingick i Trögds härad, ingår sedan 1971 i Enköpings kommun och motsvarar från 2016 Boglösa distrikt.
Socknens areal är 36,33 kvadratkilometer, varav 36,23 land. År 2000 fanns här 553 invånare. Kyrkbyn Boglösa by med sockenkyrkan Boglösa kyrka ligger i socknen.  

## Administrativ historik
Boglösa socken förekommer i dokument första gången 1303 ("Deinde Bugløsu"), men kyrkan har genom dendrokronologisk datering av de äldsta delarna uppförts i slutet av 1100-talet.
Före 1887 upptogs Gånsta udde, med 244 invånare bestående av byarne Stads- och Ytter-Gånsta nr 1–11 om 8½ mantal Klista nr 1–3 om 3 mantal och Nynäs nr 1 om 1 mantal i Boglösa jordebokssocken men Vårfrukyrka kyrksocken och landskommun och 1887 överfördes området även till Vårfruskyrka jordebokssocken. 
Till Boglösa kyrksocken hörde även två gårdar i byn Hånningby fram till 1884, då gårdarna överfördes till Vallby socken, Uppland både skattemässigt som kyrkligt, dit de övriga gårdarna i byn redan hörde.
Vid kommunreformen 1862 övergick socknens ansvar för de kyrkliga frågorna till Boglösa församling och för de borgerliga frågorna bildades Boglösa landskommun. Landskommunen uppgick 1952 i Södra Trögds landskommun som 1971 uppgick i Enköpings kommun. Församlingen utökades 2006.
1 januari 2016 inrättades distriktet Boglösa, med samma omfattning som församlingen hade 1999/2000.  
Socknen har tillhört län, fögderier, tingslag och domsagor enligt vad som beskrivs i artikeln Trögds härad. De indelta soldaterna tillhörde Upplands regemente, Enköpings kompani och Livregementets dragonkår, Sigtuna skvadron.

## Geografi
Boglösa socken ligger närmast sydost om Enköping. Socknen är en slättbygd med mindre bergkullar och en skogsbygd i söder.

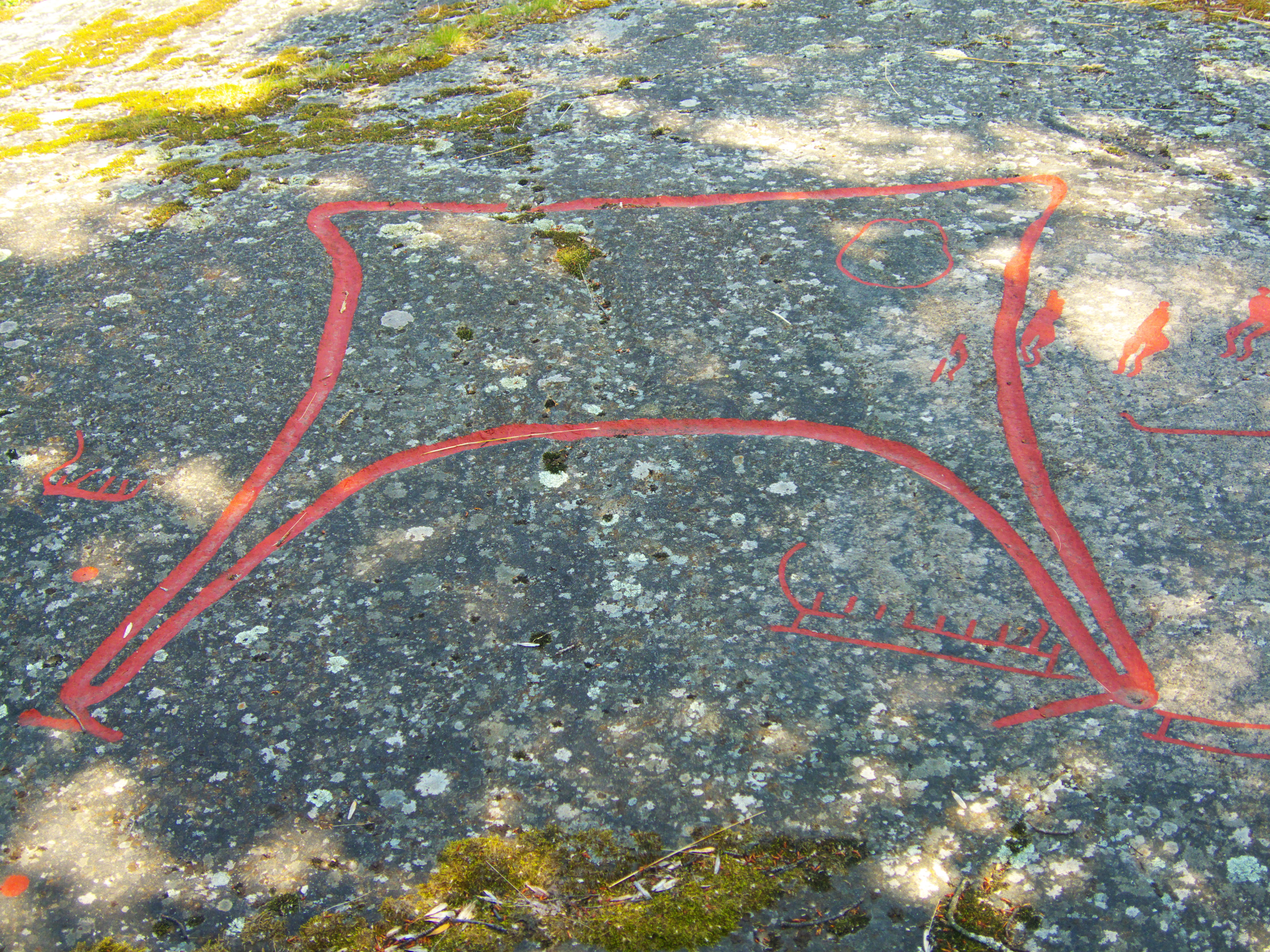
"Stolen i Rickeby", förmodligen avbildning av en livklädnad

## Boglösa hällristningsområde
Från bronsåldern finns spridda gravrösen, cirka 180 skärvstenshögar och 250 hällristningar med 1 900 figurer samt 200 stenar med skålgropsförekomster, 4 700 stycken. Från järnåldern finns gravfält.  Tre runstenar har påträffats.
I Boglösa finns de rikaste hällristningarna i Uppland, både till antal och utformning. Skeppsfigurerna dominerar motiven, men det finns även också mansfigurer, fotsulor och djurfigurer. Särskilt några stora mantelfigurer är speciella. De rikaste ristningarna finns vid Rickeby, Hemsta och Boglösa by. Vid Rickeby finns "stolen i Rickeby", som är välbekant. Den beskrevs först redan på 1600-talet. Vid Hemsta finns Stora Hemstahällen som är Upplands figurrikaste med bland annat över 100 skeppsfigurer. Många av dessa fynd har uppdagats av forskaren Einar Kjellén som bodde i trakten. En av Sveriges märkligaste hällristningsfigurer är Brandskogsskeppet.

## Namnet
Namnet skrevs 1314 Bugløsu och kommer från kyrkbyn. Förleden innehåller ett ord besläktat med båge. Efterleden är lösa, 'glänta; äng'. 